# Петросян, Олег Геннадьевич
Олег Геннадьевич Петросян (род. 20 ноября 1977, Тбилиси, Грузинская ССР, СССР) — российский серийный убийца, совершавший преступления в Москве. В 2005—2008 годах совершил 6 убийств, 3 покушения на убийство и многочисленные нападения на прохожих на территории Юго-Восточного и Восточного административных округов. Сам Петросян говорил, что совершил примерно 30 нападений на бомжей и случайных прохожих. В 2009 году был признан невменяемым и отправлен на принудительное лечение.

## Биография
Олег Петросян родился 20 ноября 1977 года в Тбилиси. О его детстве и юности практически ничего неизвестно. В подростковые годы он начал проявлять нездоровый интерес к кинематографу, который содержит в себе сцены насилия. В результате при просмотре подобных кадров у него сформировался садизм. В то же время Петросян записался в секции по восточным единоборствам и каратэ.
Со слов Петросяна, в 14-летнем возрасте он совершил первое убийство: прямо под окнами своего дома забил насмерть прохожего, а потом долго наблюдал за суетой милиционеров из окна.
Позднее переехал в Россию, стал российским гражданином и получил регистрацию в селе Большой Морец Еланского района Волгоградской области. В конце 1990-х годов Петросян переехал в Москву.
Всё это время Петросян продолжал профессионально заниматься каратэ. В 2006 году, уже в период совершения убийств, он, будучи обладателем первого дана, участвовал в 16 чемпионате России по каратэ в категории свыше 78 кг под руководством тренера В.А. Дубинина и занял 7—8 место.
В 2005 году Петросян начал избивать бомжей и случайных прохожих, отрабатывая на них каратистские приёмы. В милицию жертвы «каратиста» чаще всего не обращались. В 6 случаях нападения закончились убийствами: 5 раз орудием стал туристический топорик, 1 раз — камень. 13 октября 2008 года на Измайловском шоссе нашли изуродованный труп женщины с двумя десятками рубленых ран головы.
По показаниям потерпевших и свидетелей составили фоторобот Петросяна. Его описывали как кавказца 30 лет. Маньяка арестовали на Измайловском шоссе. Прохожие узнали его по фотороботу и вызвали милицию. Петросян сразу признался во всех преступлениях, заявлял, что жертв «примерно 30 человек». На допросах Петросян утверждал: однажды ему во сне явился «битцевский маньяк» Александр Пичушкин и сказал, что Петросян должен стать продолжателем его дела. Судебно-психиатрическая экспертиза признала Олега Петросяна невменяемым из-за параноидной шизофрении. 16 ноября 2009 года Московский городской суд отправил Петросяна на принудительное лечение в специализированную психиатрическую лечебницу с интенсивным наблюдением.

## В массовой культуре
- Выпуск «Бандитский отдел» телепередачи «Новые русские сенсации» (2024)